# コトン・ド・テュレアール
コトン・ド・テュレアール （仏： Coton de Tuléar） とは、マダガスカル原産の愛玩用の犬種である。同島南西部にある港町にちなみ、犬種名は「テュレアール港に咲く綿花」を意味する。貴族だけでなく水夫にも愛されていた、一風変わった犬種である。

## 歴史
フランス領レユニオン島原産の犬種であるコトン・ド・レユニオンの直系の子孫である。コトン・ド・レユニオンにハバニーズやマルチーズ、ビション・フリーゼなどの犬種を交配させて作出された。コトン・ド・テュレアールは貴族の愛玩用犬種としてだけでなく水夫のお供としてネズミ狩り、番犬、レトリーバーとしても使われていたという変わった経歴の持ち主である。島という孤立した環境で数百年の間、純血が保たれ、改良も進められた。一時期は貴族によって庶民がコトン・ド・テュレアールを飼育してはいけないという法令が出されたが、それは成立以来ずっと無視され、いつの間にか廃案になった。
20世紀に入るとヨーロッパに数頭が輸出されて繁殖が行われ、1970年にはFCIに公認犬種として登録された。以来アメリカ合衆国やカナダ、イギリスなどで密かな人気を得ているが、その一方で原産地マダガスカルのコトン・ド・テュレアールは政情不安定のため数が激減し、貴重な存在と化してしまった。しかしながら、輸出されて外国で飼育されているものの数は多いため、絶滅の心配はほとんど必要ないとされている。

## 特徴
犬種名にもなっているコットン（綿花）のようなシャギーコート（むく毛）はふわふわしていて乾いた綿花のような手触りをしている。コートは抜けにくく、においは少ない。毛色はホワイトかミルクホワイト（牛乳色）が主であるが、クリーム又はブラックの小斑が混じるものもいる。垂れ耳、背中に背負った巻き尾も飾り毛に覆われている。体高25～30cm、体重5.5～7kgの小型犬で、性格は好奇心旺盛で友好的だが、落ち着きが無くせわしない面も持つ。泳ぐ事が大好きで、運動量は中型犬並み以上に必要である。飼育には落ち着かせるためのしつけと、長めの運動が欠かせなく、たまに海や川で泳がせることも必要である。

## ギャラリー

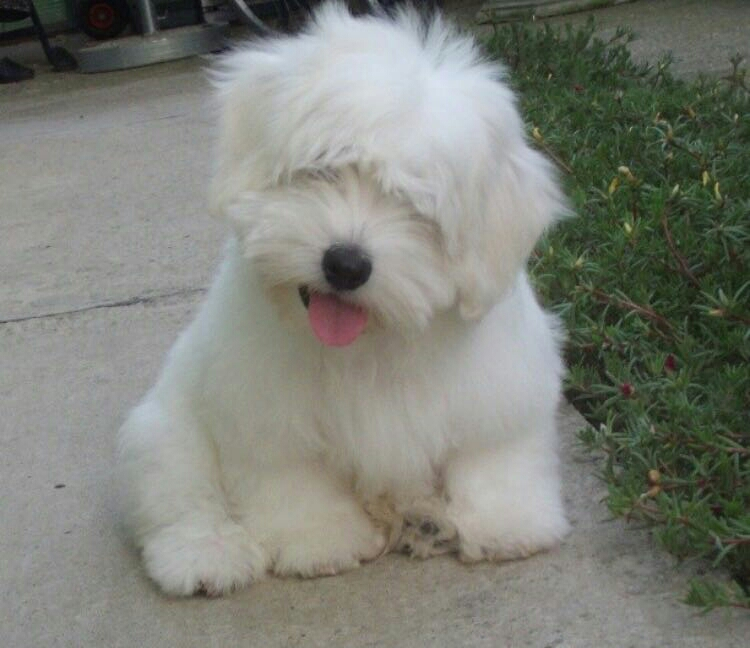
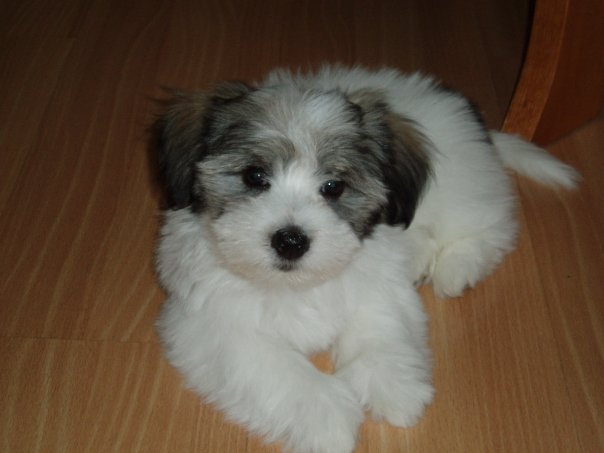
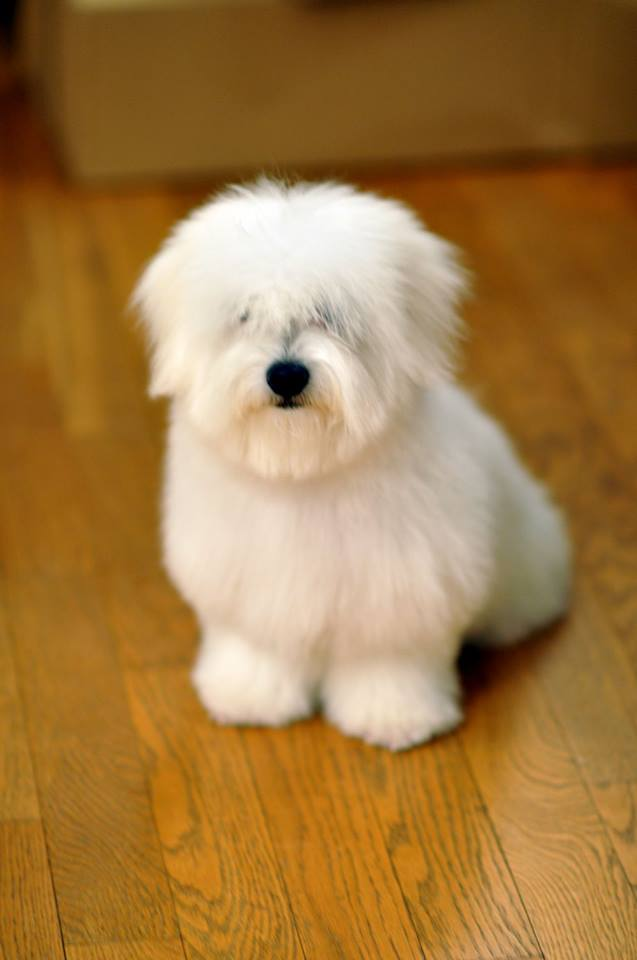

## 参考
- 『日本と世界の愛犬図鑑2007』（辰巳出版）佐草一優監修
- 『デズモンド・モリスの犬種事典』（誠文堂新光社）デズモンド・モリス著書、福山英也、大木卓訳 誠文堂新光社、2007年
- 『日本と世界の愛犬図鑑2009』（辰巳出版）藤原尚太郎編･著